# Ludwig König (Unternehmer, 1944)
Ludwig König (* 29. September 1944 in Uelzen; † 30. August 2016 ebenda) war ein deutscher Unternehmer, Initiator der Neuauflage des Uelzischen Armenessens und Monitor der Gertrudenstiftung zu Uelzen.

## Leben
Als Sohn einer alteingesessenen Uelzer Bürgerfamilie absolvierte König nach dem Abitur im Jahr 1964 am Herzog-Ernst-Gymnasium und dem Wehrdienst in der Panzerpionierlehrkompanie 90 in Munster ein Studium der Betriebswirtschaftslehre an der Universität Hamburg (bei Karl Schiller, Herbert Jacob, Johannes Feske, Otfried Fischer, Paul Theisen, Jens Lübbert, H. H. Wendler u. a.), das er 1971 mit dem akademischen Grad Diplom-Kaufmann abschloss. Parallel dazu hörte er Vorlesungen u. a. bei Hans Jürgen Eggers am Institut für Völkerkunde. Das Interesse an Archäologie, Vor- und Frühgeschichte sowie der historischen Hansestadt Uelzen begleiteten ihn sein gesamtes Leben und trugen dazu bei, dass er eine beachtliche Anzahl an wissenschaftlichen Publikationen hinterließ. Seine außerberuflichen Forschungen sind insbesondere für die wissenschaftliche Erkundung der Stadt Uelzen sowie der Langobarden einschlägig. Nach dem Studium stieg König in das seit 1886 bestehende Familienunternehmen L. König ein, das er seit 1980 leitete. König war verheiratet; aus der Ehe entstammen zwei Söhne.
Auf Königs Initiative geht die Wiedereinführung des Uelzischen Armenessens als älteste karitative Bedürftigenspeisung der Welt zurück, das seit 1996 wieder jährlich gefeiert wird und der Verein Historisches Uelzen seitdem maßgeblich mit Königs Hilfe organisierte. Zudem übernahm König in der 1535 ursprünglich als Familienlehen gegründeten, heute kirchlichen und wohltätigen Zwecken dienenden Gertrudenstiftung zu Uelzen in den 1990er Jahren die Position des Monitors, die er bis zuletzt wahrnahm, und sicherte ihre Eigenständigkeit. 1997 organisierte König für die Stadt Uelzen die Feierlichkeiten zum 500. Geburtstag Herzog Ernsts. König war langjähriger Kirchenvorsteher der Kirchengemeinde St. Marien und Träger der Ehrennadel des Museums- und Heimatvereins Uelzen.

## Schriften (Auswahl)
- Ein bronzezeitlicher Glasperlenfund aus Nateln, Kreis Uelzen. In: Uelzener Beiträge 2, 1968: S. 65–71 (mit Horst Hoffmann).
- Liegt Uelzen am Ende der Welt? Brief des Reformators Martin Luther an den letzten Abt des Klosters Oldenstadt, Heino Gottschalk. Ein Bericht zur 450jährigen Wiederkehr der Reformation in Uelzen. In: Der Heidewanderer 1979, 41: S. 165–166.
- Heinrich Schulze – Pferdeknecht und Heimatdichter. Über die Schwierigkeiten, einen Schriftsteller wiederzuentdecken. In: Der Heidewanderer 1988, 43: S. 189–191.
- Martinssingen – ein alter Brauch stirbt aus. In: Der Uhlenspiegel 31, 1988, 11: S. 9.
- Glanz und Größe eines europäischen Völkerstammes: Langobarden in Italien. Zur Doppelausstellung „I Longobardi“ in Cividale und der Villa Manin (Friaul-Julisch Venetien). In: Der Heidewanderer 1990, 25: S. 97–98.
- Trinkt Patenwein aus Kindenheim. In: Der Heidewanderer 1992, 10: 39–40.
- Plattdeutsch – heute eine gefährdete Sprache. Im Kreis Uelzen war Plattdeutsch noch vor 60 Jahren die erste Muttersprache der Kinder. In: Der Heidewanderer 1995, 37: S. 149–152.
- Till Eulenspiegel als Bäckerbursche: Zur Erinnerung an einen Schelmenstreich in Uelzen. In: Der Heidewanderer 1995, 33: S. 133–134.
- 600 Jahre Uelzische Armenspeisung. In: Der Heidewanderer 1997, 41: 165–167.
- Überlegungen zu Johann Martin Schillings Chronik der Stadt Uelzen von 1735. In: Der Heidewanderer 2002, 9: S. 34–35.
- Uelzisches Kalendarium. Uelzen 2007.
- Eine kurtzgefaßte Chronica der Stadt Ültzen. Nach einem Typoskript hrsg. von Ludwig König. Uelzen: Verein Historisches Uelzen 2009 (= Weiße Reihe 12).
- Das besondere Stück im Heimatmuseum – ein Beispiel für Öffentlichkeitsarbeit in den 1970er Jahren. In: Museum- und Heimatverein des Kreises Uelzen 1929–2009. Festschrift. Uelzen 2009: S. 115–118.
- „Meine“ Archäologie im Uelzer Heimatmuseum. In: Museums- und Heimatverein des Kreises Uelzen 1929–2009. Festschrift. Uelzen 2009: S. 129–132.
- „Lewenwolde“ ein alter germanischer Flurname? In: Der Heidewanderer 2011, 25: S. 97–98.
- Reparationen nach Kriegsende. Erfahrungen eines Spediteurs mit deren Eisenbahnversand ab Uelzen. In: Der Heidewanderer 2011, 9: S. 36.
- „Von der Propstei in Uelzen.“ Kommentierte Abschrift der Transkription von Chroniken Uelzer Pröpste aus dem 19. Jahrhundert. In: Die Weiße Reihe. Vorträge und Schriften des Vereins Historisches Uelzen, Nr. 17, 2017: S. 13–58 [posth.].